# 藍鯨港
藍鯨港（英語：Blue Whale Harbour），是南極洲的海港，位於南喬治亞群島，處於康斯坦斯角西南面2公里，在1930年由英國研究隊繪入地圖，由英國海外領土管轄。